# Funchal
Funchal (čti [Funšal]) je město a okres na portugalském ostrově Madeira, hlavní město autonomní oblasti Madeira. Podle údajů z roku 2021 se město rozkládá na ploše 76,15 km² a žije v něm 105 795 obyvatel. Název města pochází od portugalského slova funcho (česky fenykl). Tato aromatická rostlina se zde hojně vyskytovala na pobřeží.

## Historie

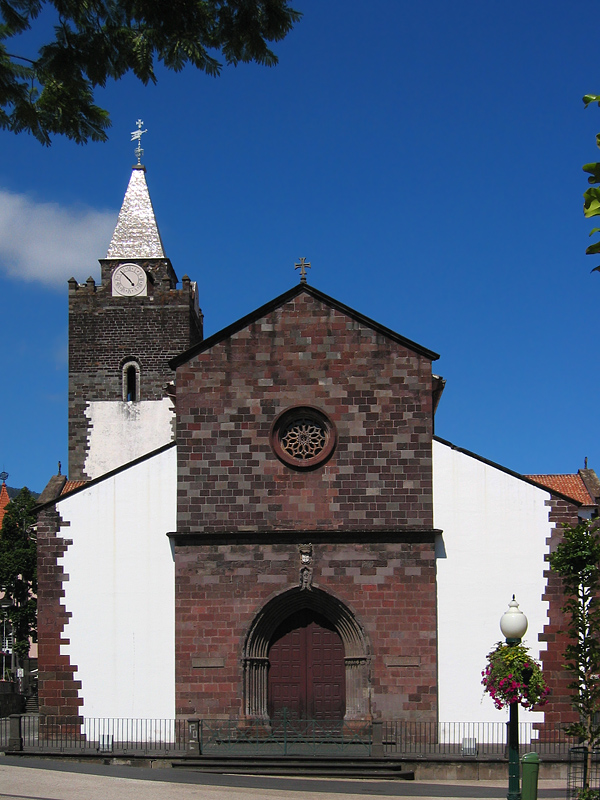
Katedrála Sé

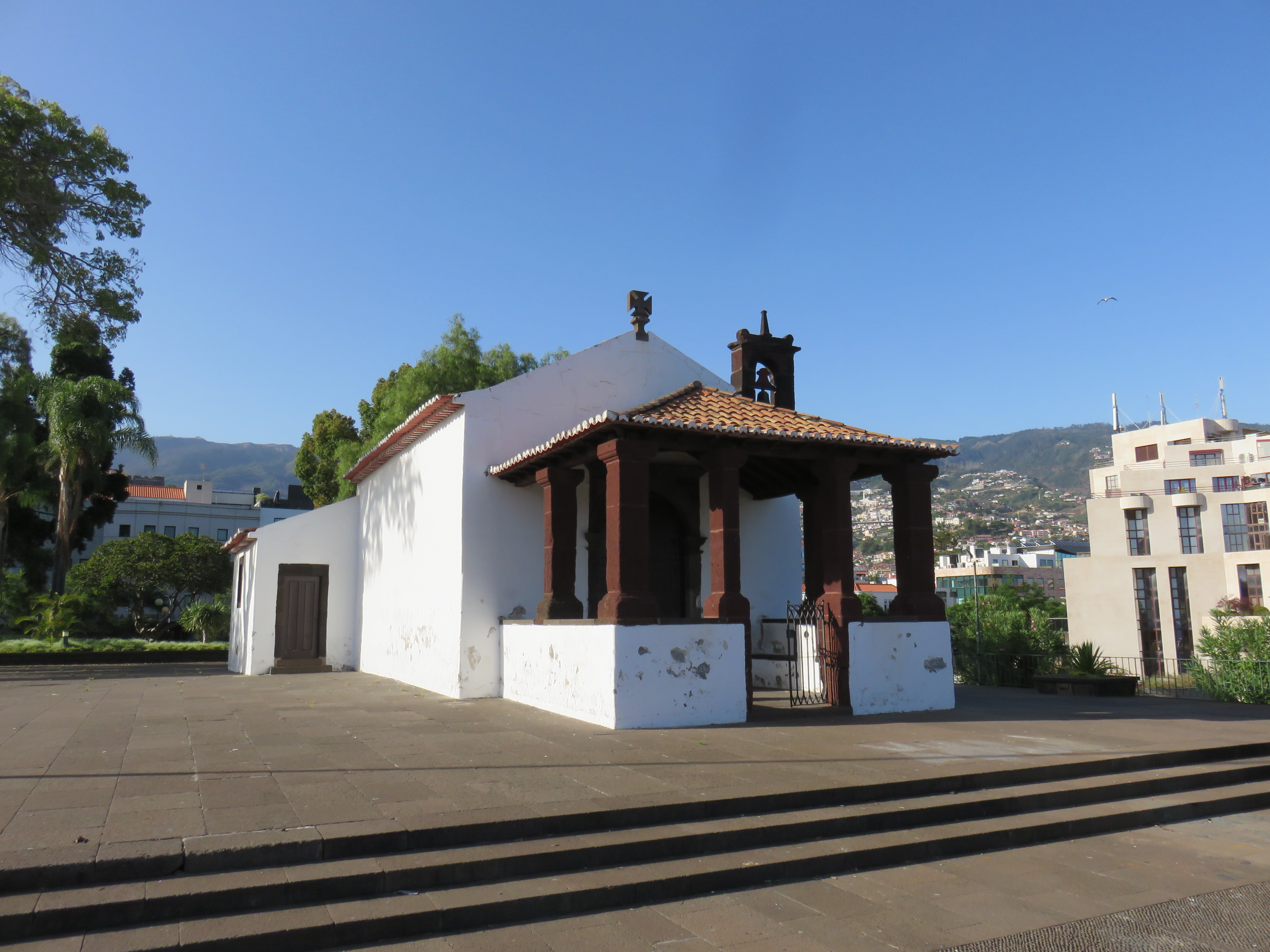
Kostelík sv. Kateřiny, nejstarší na ostrově

Portugalský objevitel João Gonçalves Zarco, který znovuobjevil Madeiru, se spolu se svými lidmi po roce 1419 usídlil v Câmara de Lobos. Roku 1421 založili nedaleko odtud osadu Funchal. Díky své geografické poloze a výhodnému umístění jejího přístavu se toto místo brzy stalo centrem rozvoje ostrova. Roku 1440 byla Madeira rozdělena na takzvané kapitánie, přičemž funchalská kapitánie byla roku 1450 svěřena Zarcovi. Roku 1508 byl Funchal povýšen na město.
Význam města se projevil zakládáním významných staveb. Zpočátku se mše konaly v malé kapli Santa Catarina, nejstarší církevní stavbě na ostrově, kterou dnes najdeme ve stejnojmenném parku v centru města. V letech 1492 až 1497 proběhla stavba kostela a kláštera Santa Clara. V devadesátých letech 15. století také začala stavba katedrály Sé, dokončené roku 1514 (věž dostavěna 1518).
Bohatnoucí město lákalo piráty, proti kterým nebylo dostatečně chráněno. Proto byly postupně vybudovány 4 pevnosti:
- Forte do Ilhéu, postavená na ostrůvku v místě dnešního přístavního mola. Při rozšiřování přístavu byla zrušena.

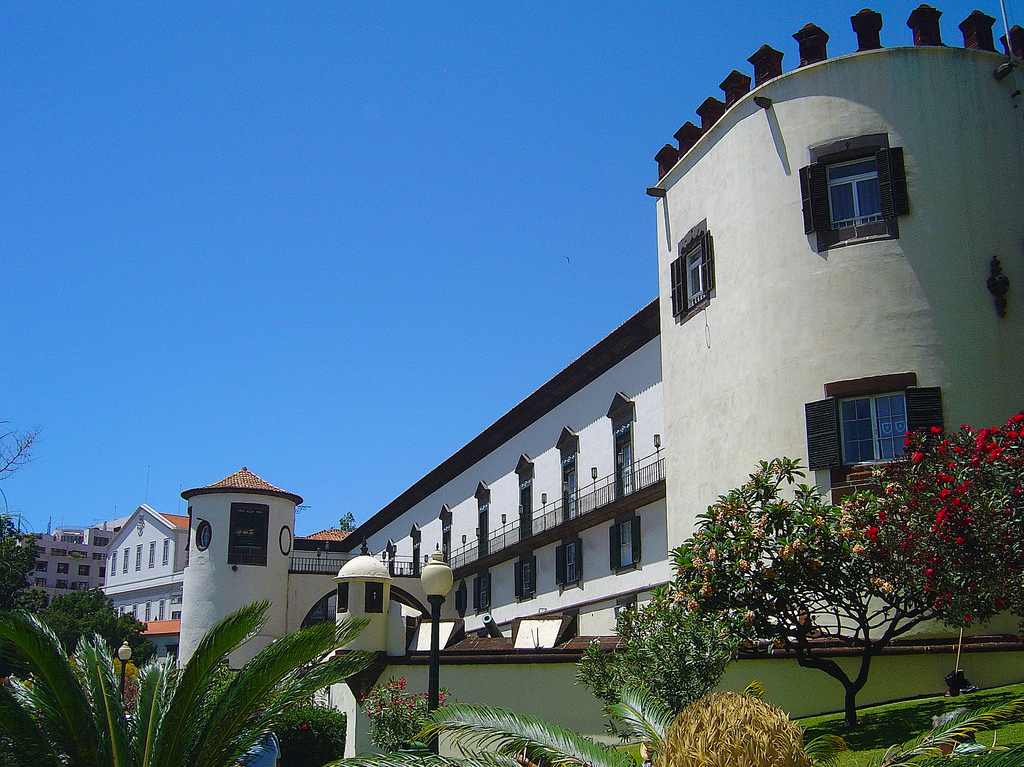
Pevnost – palác São Lourenço

- Pevnost-palác São Lourenço ze 16. století, dnes v ní sídlí armáda a některé městské úřady. Je situována na nábřeží uprostřed funchalského zálivu.
- Fortaleza do Pico z počátku 17. století ve svahu nad přístavem. Patří dnes portugalskému námořnictvu.
- Forte de São Tiago, situovaná na východní konec nábřeží. Dnes slouží jako muzeum moderního umění.

Funchal leží v přírodním „amfiteátru“, začínajícím na mořském pobřeží a stoupajícím až do výšky 1 200 m. Protékají jím tři potoky pramenící v horách. Po dešti se často rozvodnily a ohrožovaly město. Nejhorší povodeň byla roku 1803, kdy zahynulo na 600 lidí. Následně byla provedena regulace, která potoky svedla do hlubokých kanálů.
Ze známých osobností ve Funchalu pobývali:
- Alžběta Bavorská, známá více jako rakouská císařovna Sissi, která si zde léčila tuberkulózu a má pomník nedaleko funchalského kasina.
- Karel I., císař rakouský a král český, který zde zemřel a je pochován v kapli kostela Panny Marie na Monte, tam je též jeho socha.
- Winston Churchill, britský ministerský předseda ve výslužbě navštěvoval nedalekou Câmaru de Lobos.
- Józef Piłsudski strávil zimu 1930/31 ve vile Quinta Bettencourt.

Ve městě se narodil Cristiano Ronaldo, známý portugalský fotbalista.

## Hospodářství
V hospodářství Funchalu převládá terciární sektor, zejména turistický průmysl, obchody, restaurace a hotely. Sídlí zde také stavební firmy, pěstování květin, krajkářská výroba.
Zemědělství produkuje víno, banány, subtropické plody.
Funchal je stále častěji cílem výletních lodí, převážně ze Skandinávie a Německa. Během své poslední plavby zde zakotvila i Queen Mary 2. Přístav je významný pro evropské plavby směrem do Maroka, Kanárských ostrovů, Karibiku a Brazílie.

## Administrativní členění
Dělí se na 10 samosprávných farností (městské části):
- Imaculado Coração de Maria
- Monte
- Santa Luzia
- Santa Maria Maior
- Santo António (nejlidnatější městská část)
- São Gonçalo
- São Martinho
- São Pedro
- São Roque
- Sé

Pod Funchal spadají administrativně i ostrovy Selvagens, zatímco ostrovy Desertas spadají pod okres Santa Cruz.

## Podnebí
Funchal má středomořské klimatické podmínky s mírnými teplotami po celý rok, s ročním průměrem 19,6  ºC. Jsou zde dvě rozdílná období. První od října do dubna s pravidelnými srážkami a průměrnými maximálními teplotami 25 °C v říjnu a 20 °C v lednu a únoru. Druhé období je od května do září, s průměrnými maximálními teplotami, které se pohybují mezi 22 °C v květnu a 26 °C v srpnu a září s nízkou úrovní dešťových srážek.
Teplota moře se pohybuje mezi 18 °C a 19 °C v únoru a mezi 24 °C a 26 °C v srpnu a září.

## Doprava
Ve sousední obci Santa Cruz je mezinárodní letiště Madeira. Na letiště jezdí z města autobusy nazývané Aerobus. Veřejnou dopravu po městě zajišťují žluté autobusy společnosti Horários do Funchal. Ročně přepraví kolem 12 milionů cestujících a je největším provozovatelem v regionu. Většina tras spojuje centrum města se zbytkem obce Funchal. V roce 2021 mělo 58 městských tras a 202 kilometrů sítě. 

## Galerie

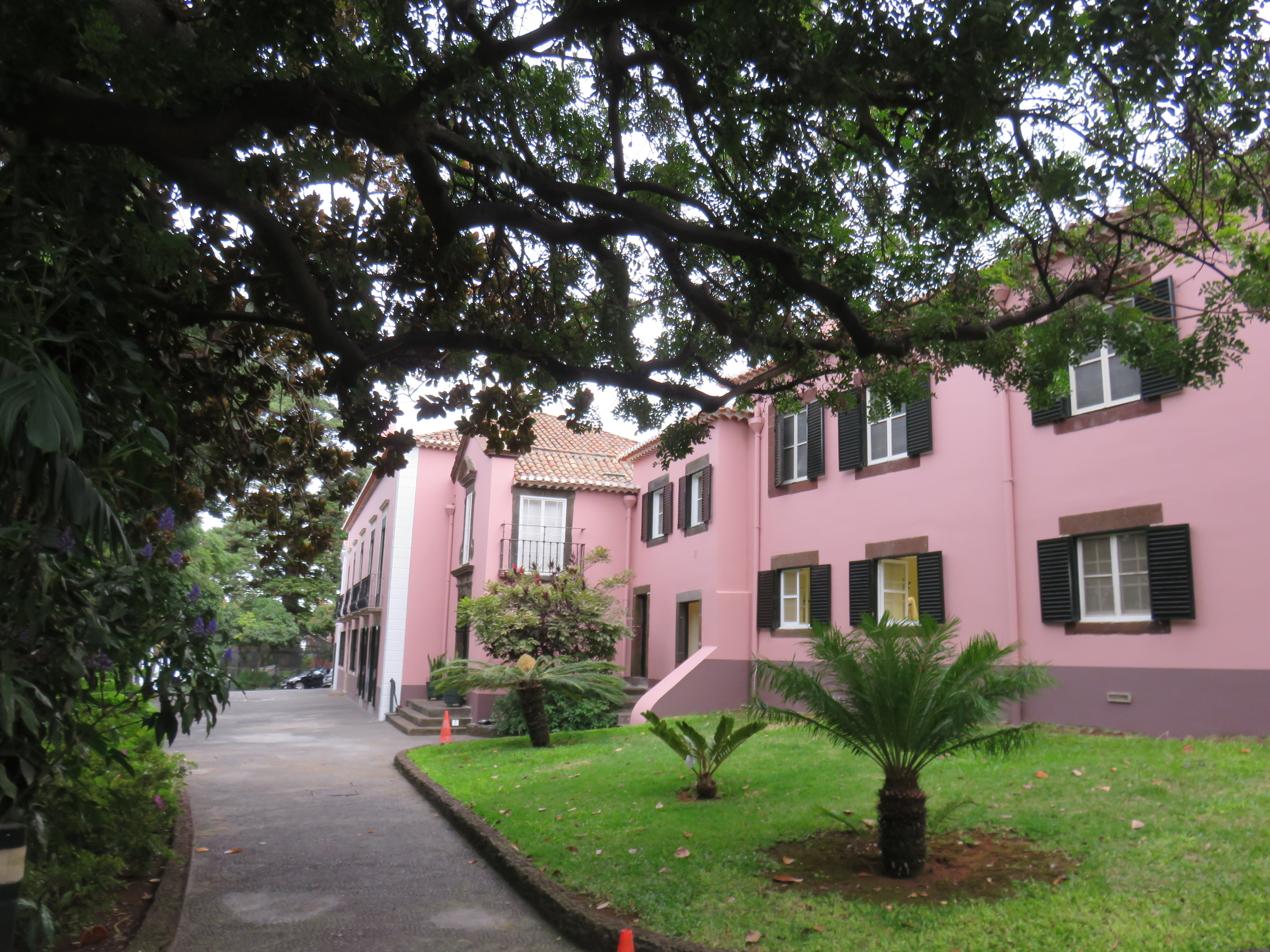
Quinta Vigia, kdysi v ní bydlela Sissi, dnes sídlo hostů madeirské vlády
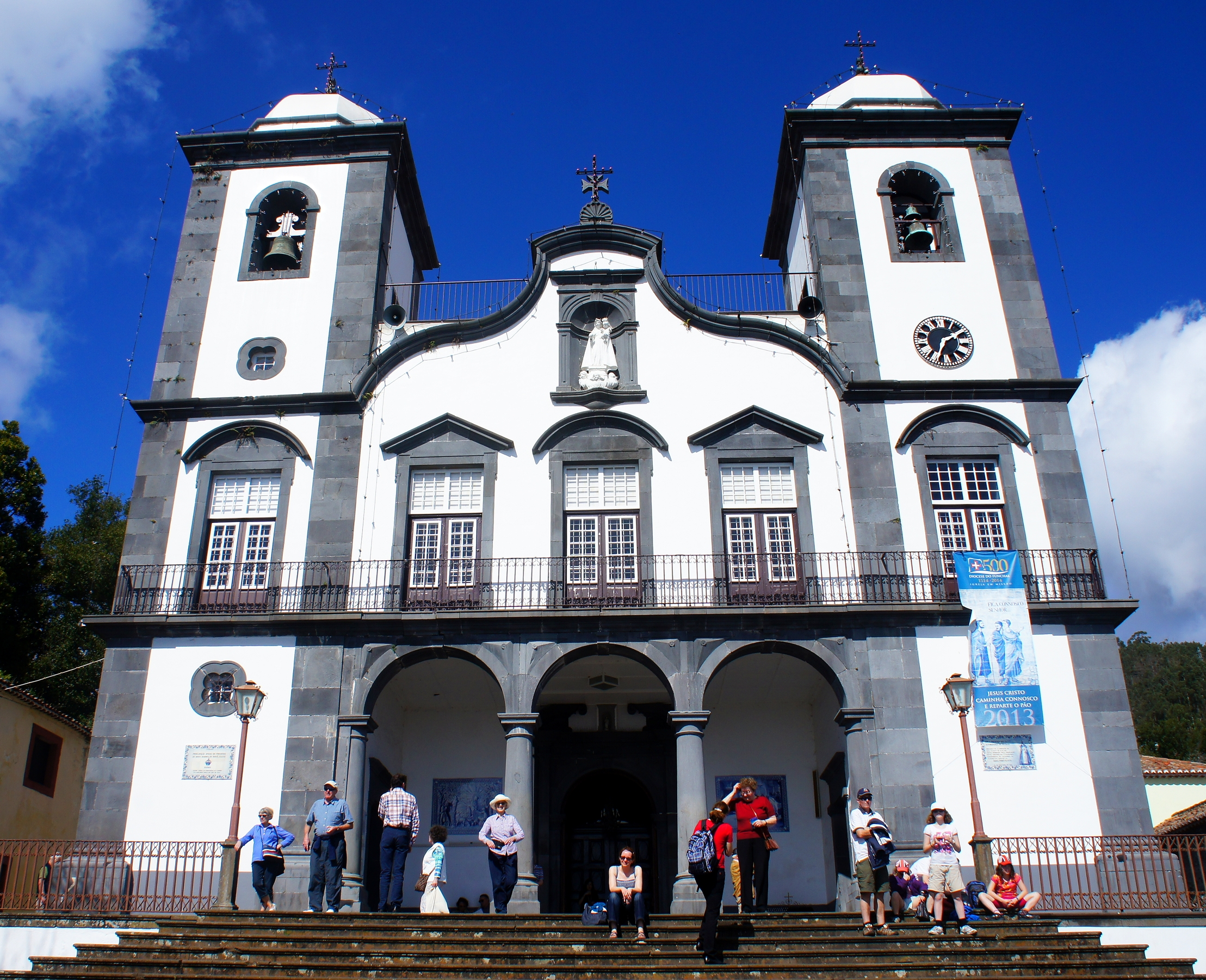
Kostel na Monte, vlevo nad schody socha blahoslaveného rakouského císaře a českého krále Karla I.
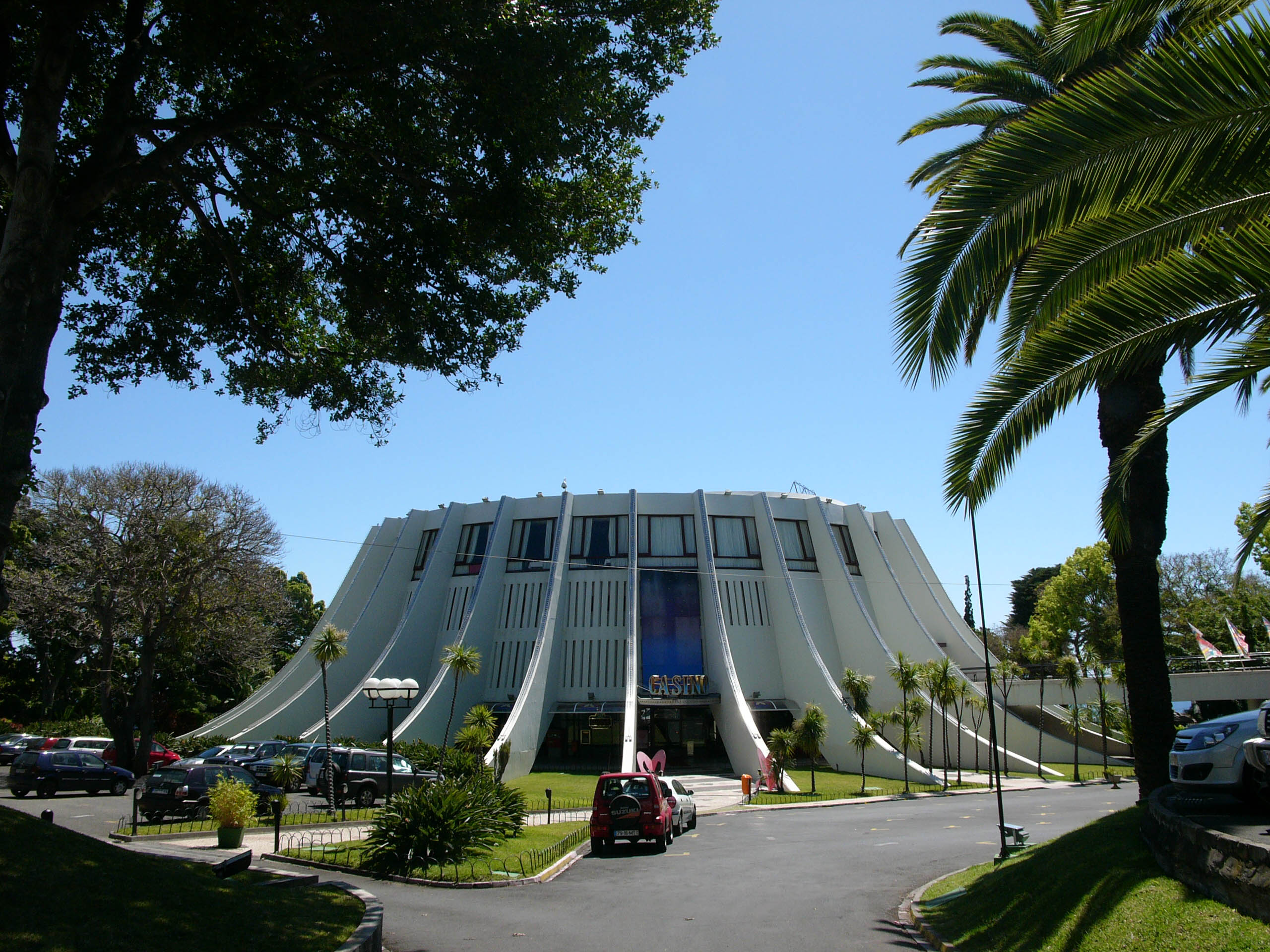
Kasino ve Funchalu od architekta Oscara Niemeyera
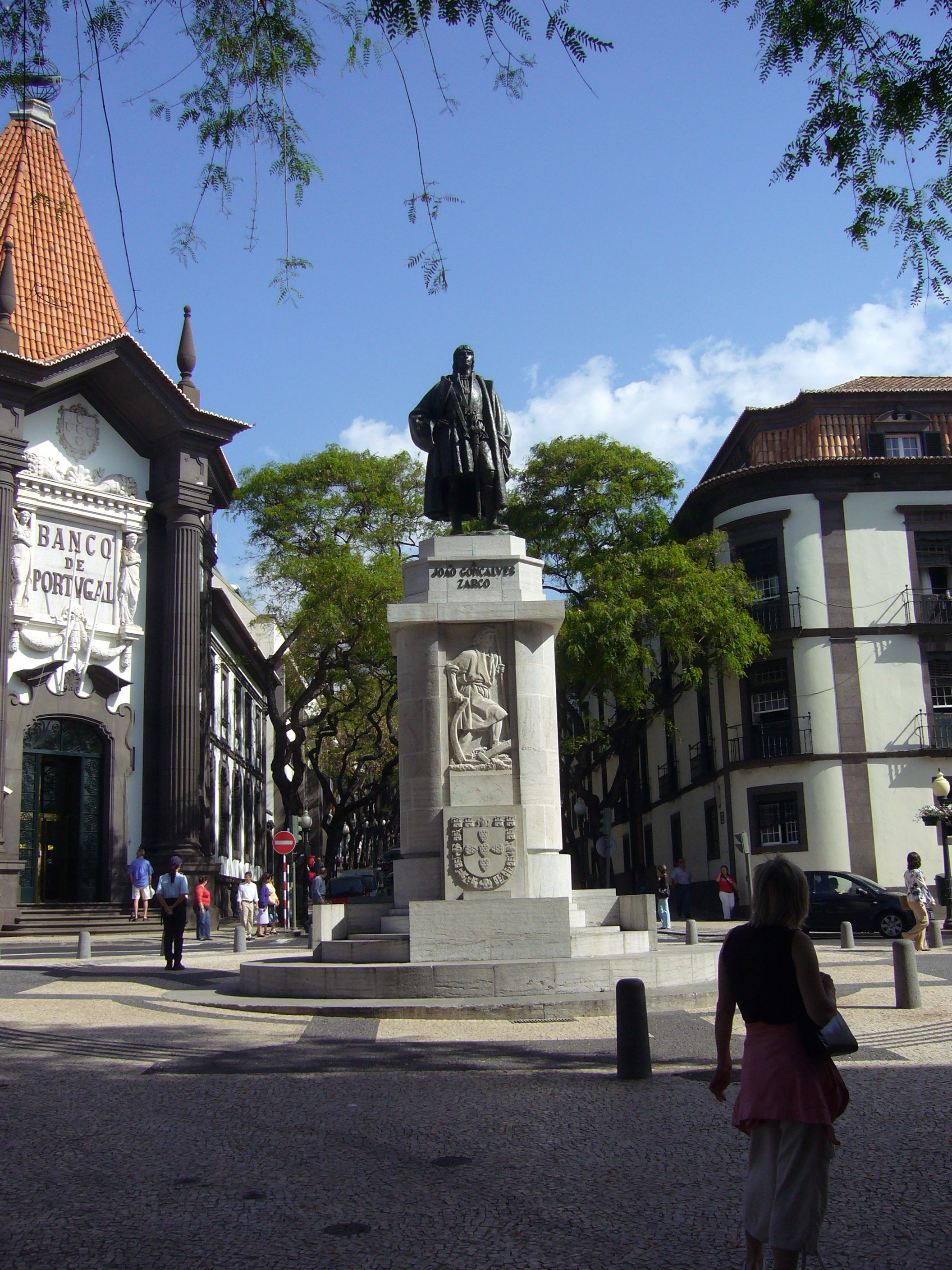
Socha Zarca na Praça do Infante
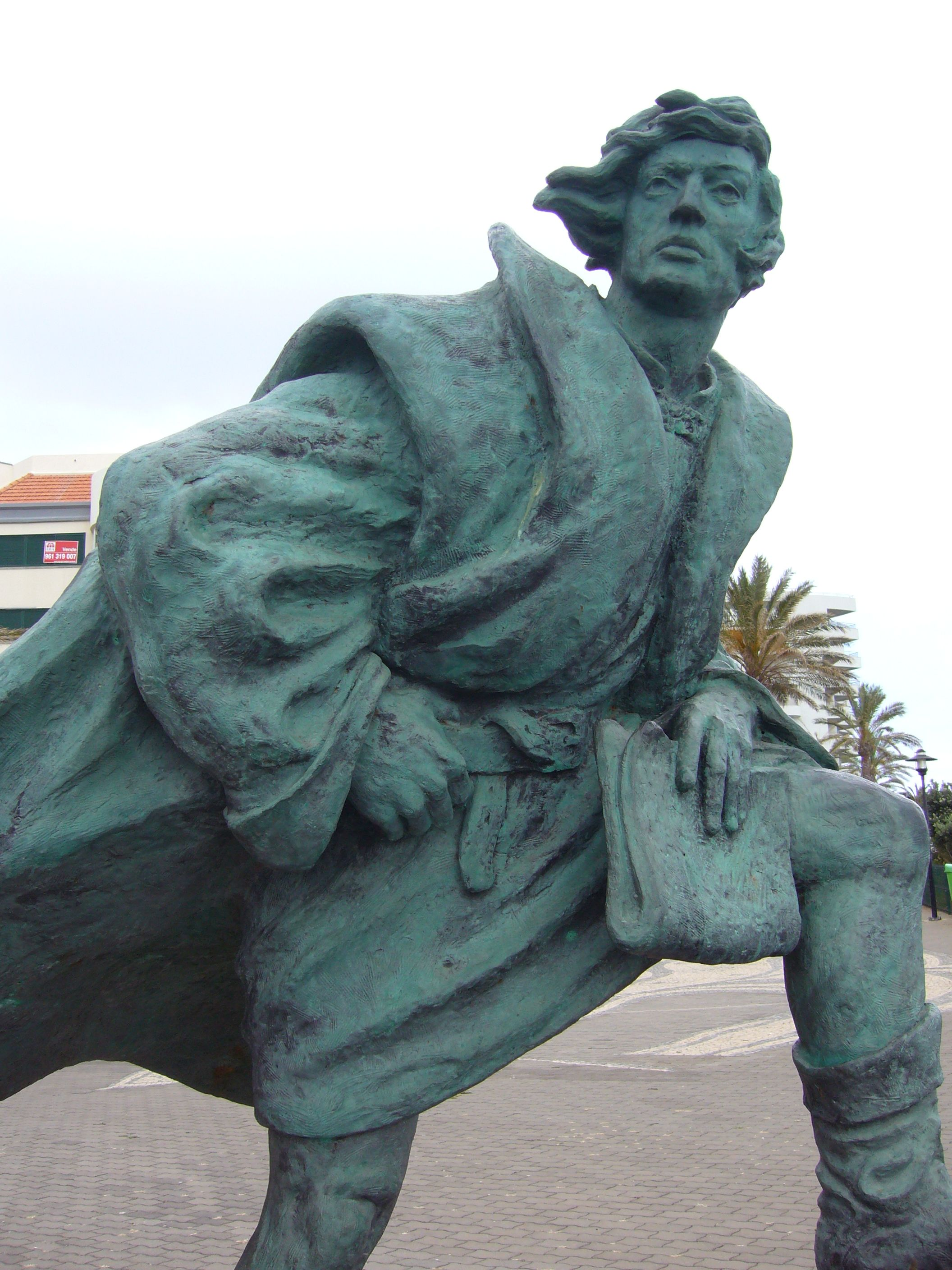
Moderní socha Zarca na Ponta da Cruz
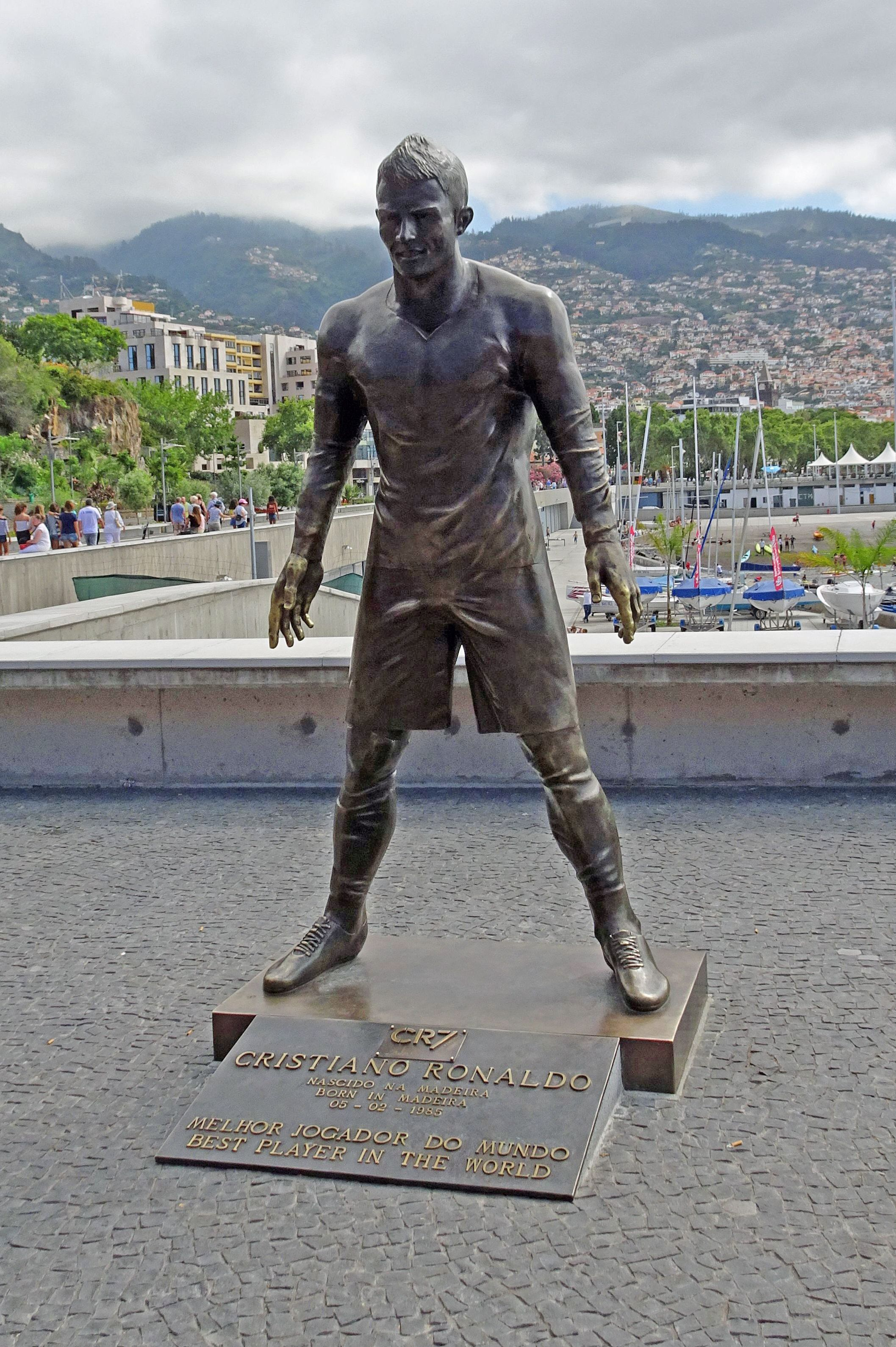
Socha Cristiana Ronalda
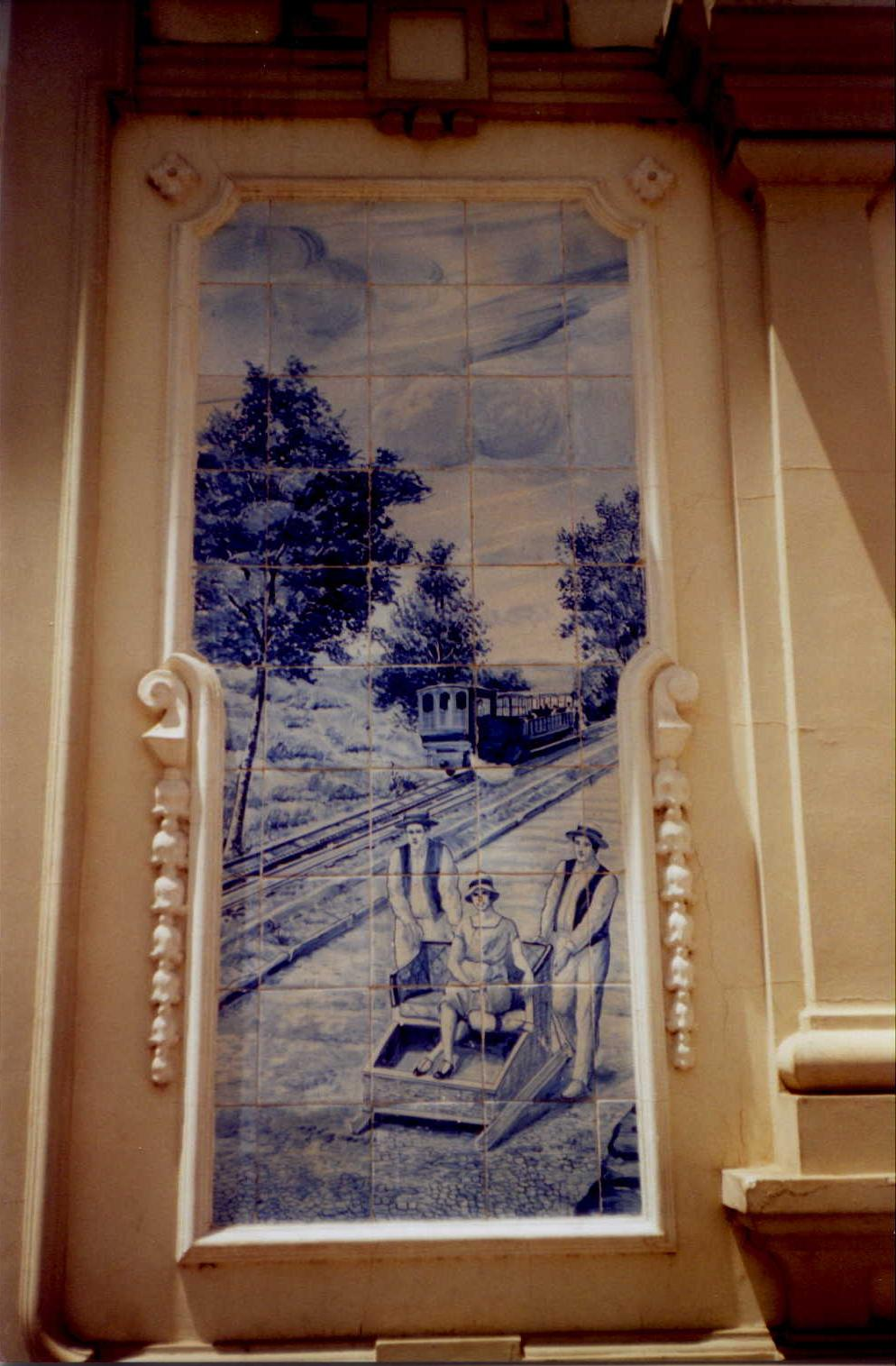
Azulejos z občanského domu ve Funchalu dokladuje existenci parního vláčku na Monte
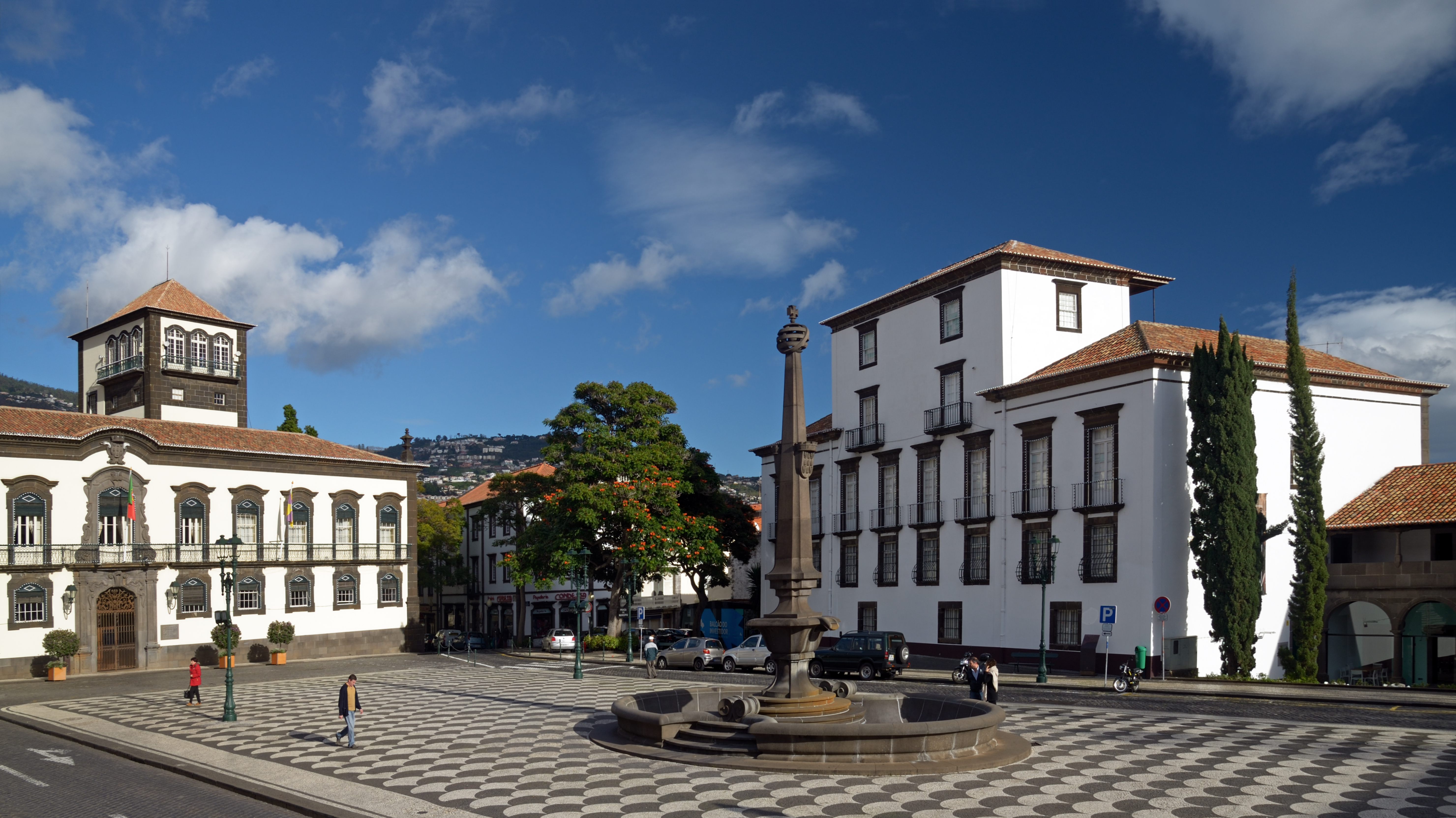
Radnice
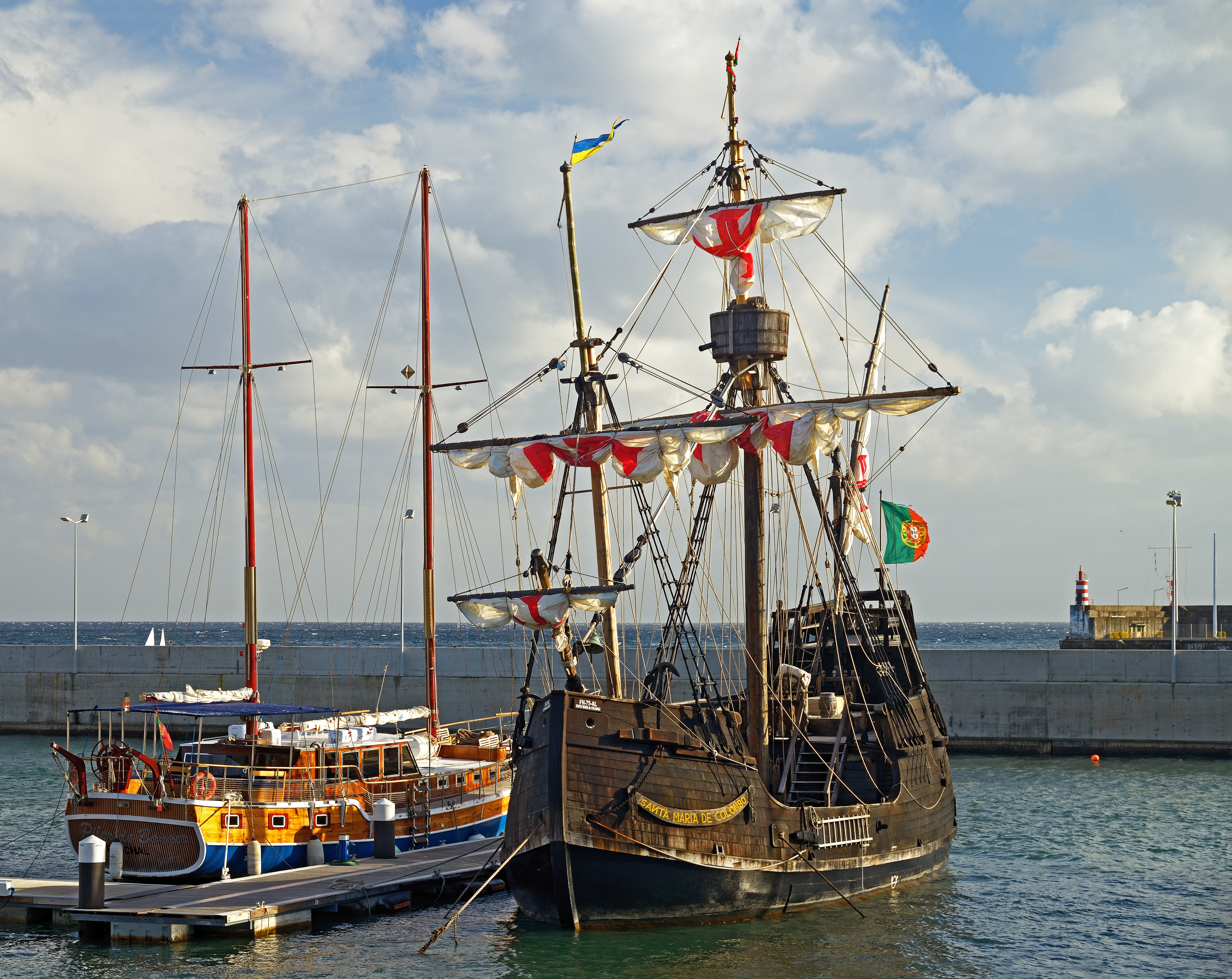
Replika Kolumbovy Santa Marie
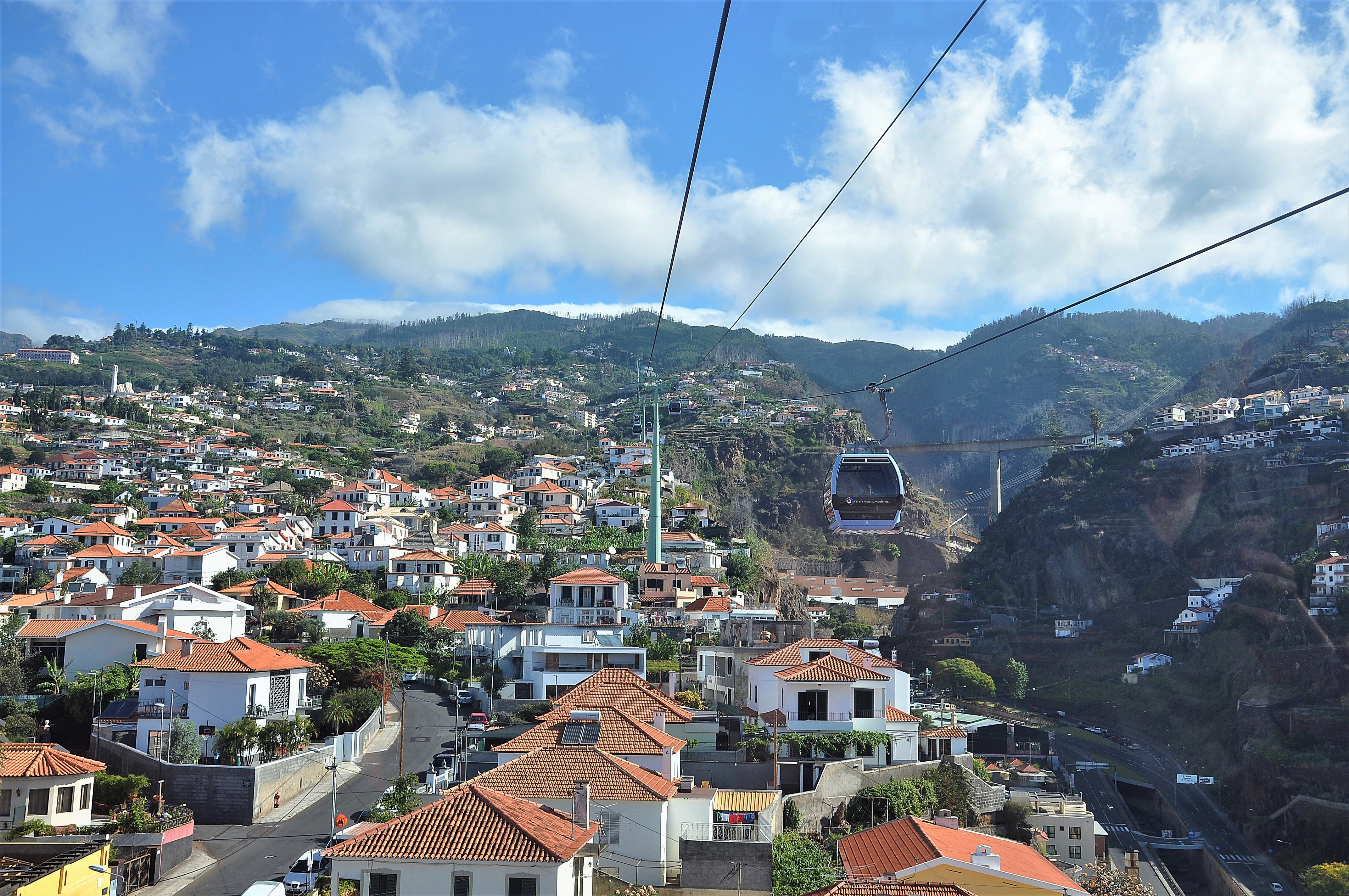
Pohled z lanovky vedoucí z téměř centra Funchalu na Monte
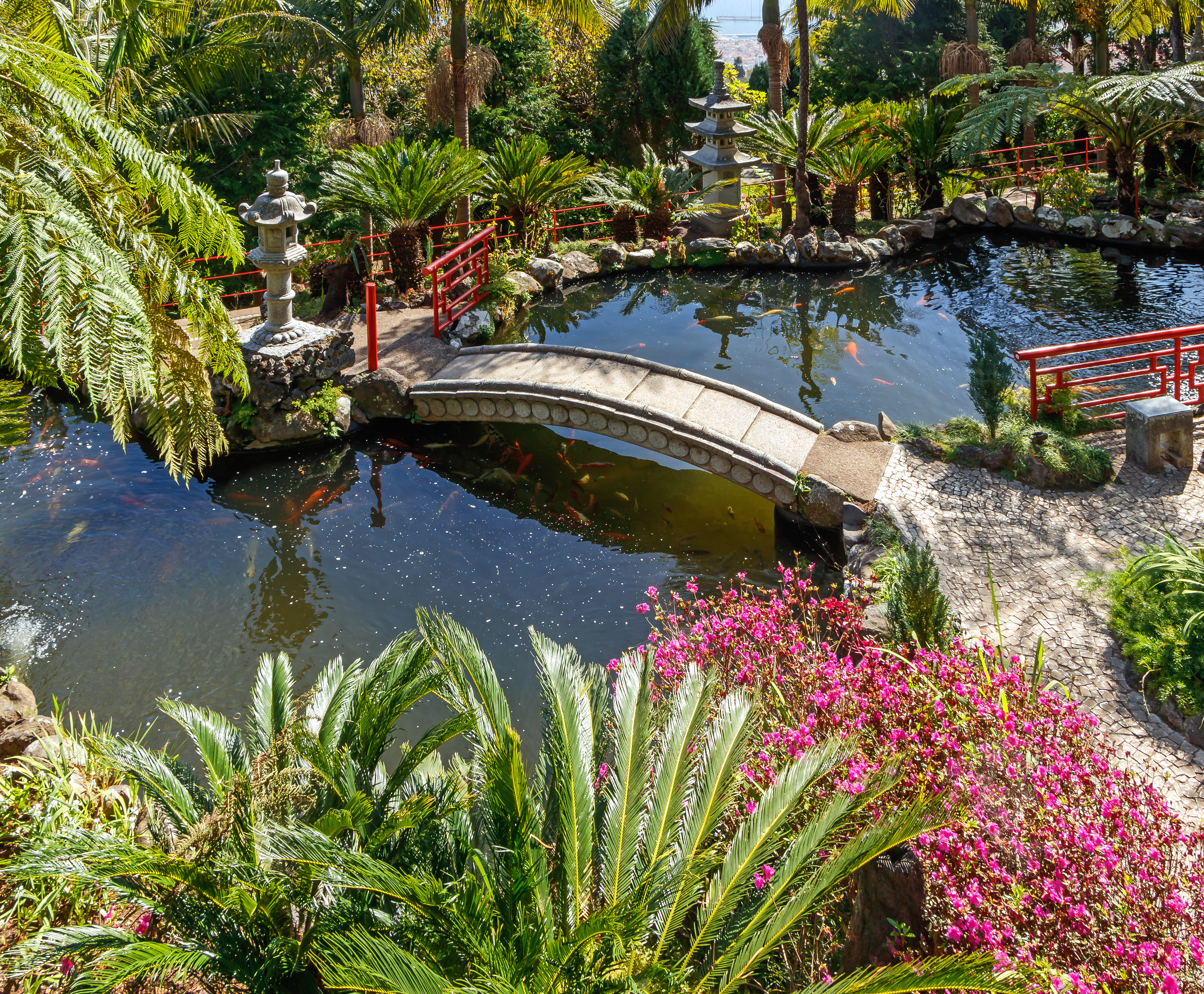
Tropická zahrada na Monte
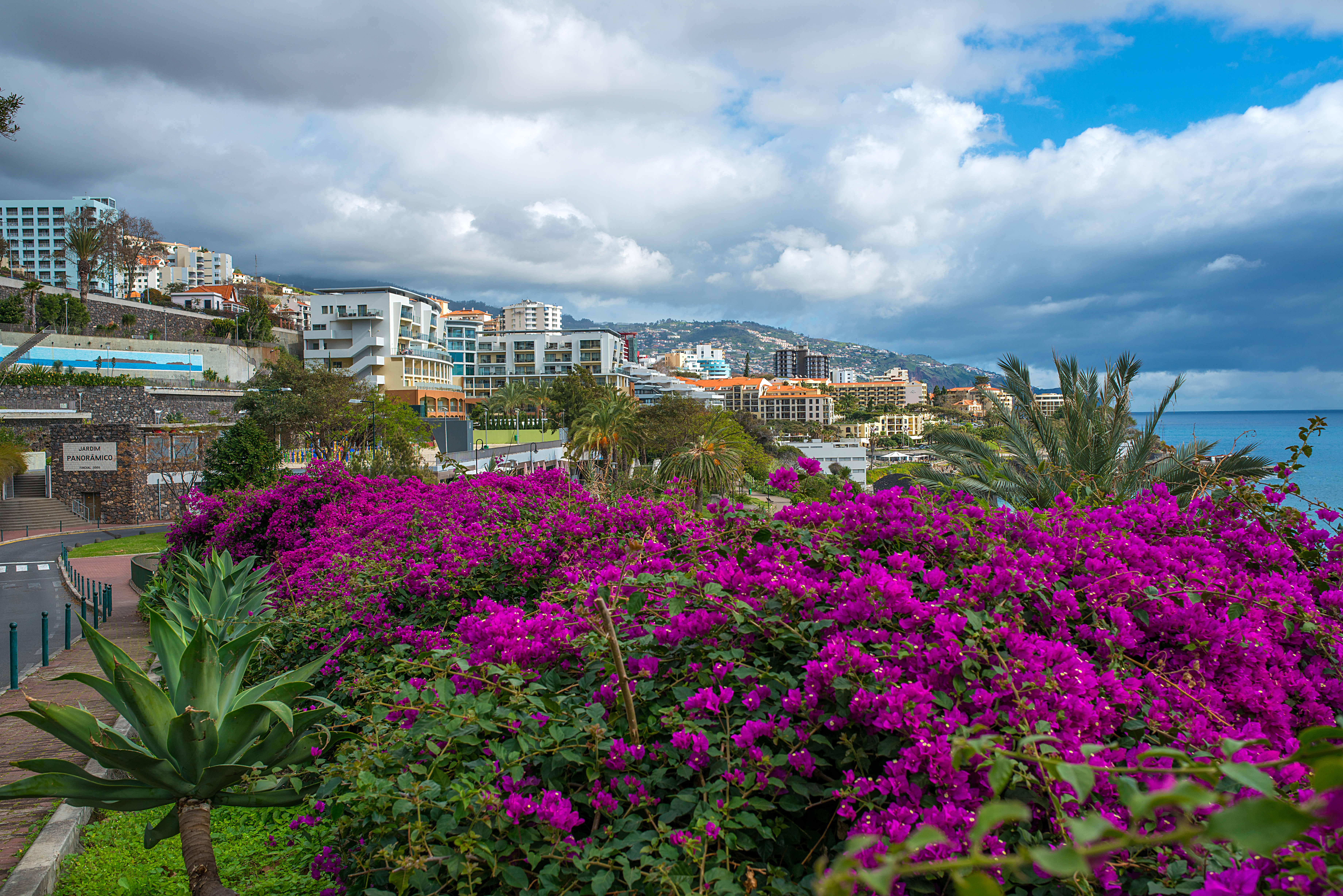
Promenáda u pobřeží